# Willie Walsh
William "Willie" Walsh (Roscrea, 16 januari 1935 – Ennis, 19 februari 2025) was een bisschop van het bisdom Killaloe in Ierland. Hij diende als bisschop van 1995 tot aan zijn pensionering in 2010.
Walsh werd in 1935 geboren in Roscrea, County Tipperary. Zijn basisopleiding genoot hij op Corville National School en de – toen nog kostschool zijnde – St. Flannan's College in Ennis. Hij studeerde voor het priesterschap aan St Patrick's College, Maynooth en aan het Pauselijk Iers College in Rome waar hij de titel "Doctor in in het canonieke recht" (JCD) behaalde.
Hij werd op 21 februari 1959 in Rome tot  priester gewijd. Na zijn wijding zette hij zijn studies voort aan de Pauselijke Lateraanse Universiteit. Na zijn terugkeer naar Ierland gaf hij eerst een jaar les aan Coláiste Einde in Galway. In 1963 trad hij toe tot de staf van St Flannan's College.
Op 21 juni 1994 werd hij benoemd tot coadjutor-bisschop van Killaloe. Op 8 augustus van dat jaar volgde hij formeel bisschop Harty op. Zijn wijding als bisschop vond plaats op 2 oktober 1994 door de bisschoppen Fiachra Ó Ceallaigh O.F.M. en Joseph Cassidy.
In januari 2010 werd Walsh 75 jaar en conform de canonieke wetten bood hij zijn ontslag als bisschop aan. Opvallend snel daarna, op 18 mei 2010, werd het leeftijdsontslag geaccepteerd door Paus Benedictus XVI en werd Kieran O'Reilly S.M.A. benoemd tot nieuwe bisschop.
Willie Walsh kreeg in 2009 de "Reality Magazine Lifetime Achievement award" toegekend van de Redemptorist Community.
Walsh overleed op 19 februari 2025 op 90-jarige leeftijd.
- Library of Congress Control Number: n2016033296
- Virtual International Authority File: 170146937787913831639
- WorldCat: E39PBJbWBPT8xpg8MgCQxWxqwC